# 808 State
808 State är ett band som hade sin storhetsperiod under Madchester-vågen i början på 1990-talet. Bandet bildades 1988 i Greater Manchester, England och namnet togs från Roland TR-808, en trummaskin som användes flitigt under denna tid. 808 State anges ofta som förgrundsgestalterna inom acid house-genren.

## Diskografi
Studioalbum
- Newbuild (1988)
- Ninety (1989)
- ex:el (1991)
- Gorgeous (1993)
- Don Solaris (1996)
- Outpost Transmission (2003)

EPs
- Quadrastate (1989)

Annat
- Utd. State 90 (1990)  Alternativ version av albumet Ninety för den amerikanska marknaden.
- State to State (1994) Album producerad enbart för bandets officiella fanclub.
- Thermo Kings (1996) Samlingsalbum för japanska marknaden.
- 808:88:98 (1998) Samlingsalbum.
- State to State 2 (2002) Promo DVD med videosamling.
- Prebuild (2004) Samling av promos och outgivna låtar.